# 里見治紀

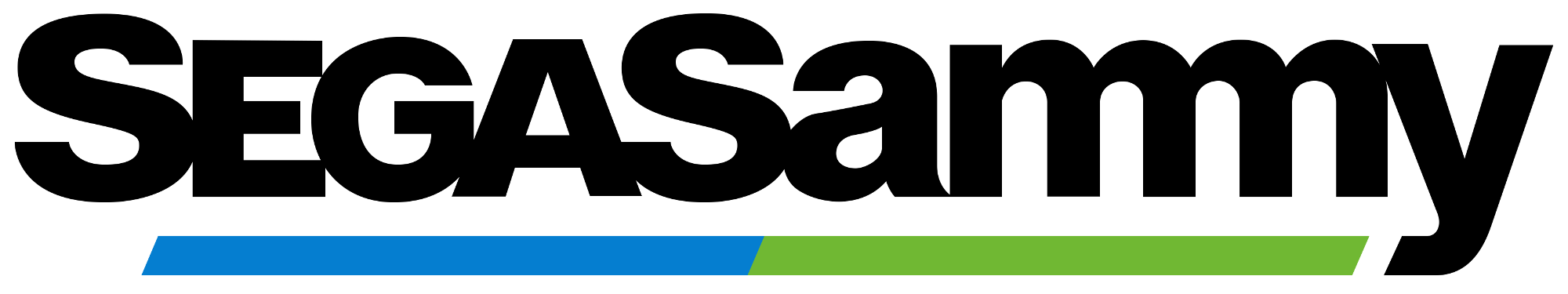
セガサミーホールディングス

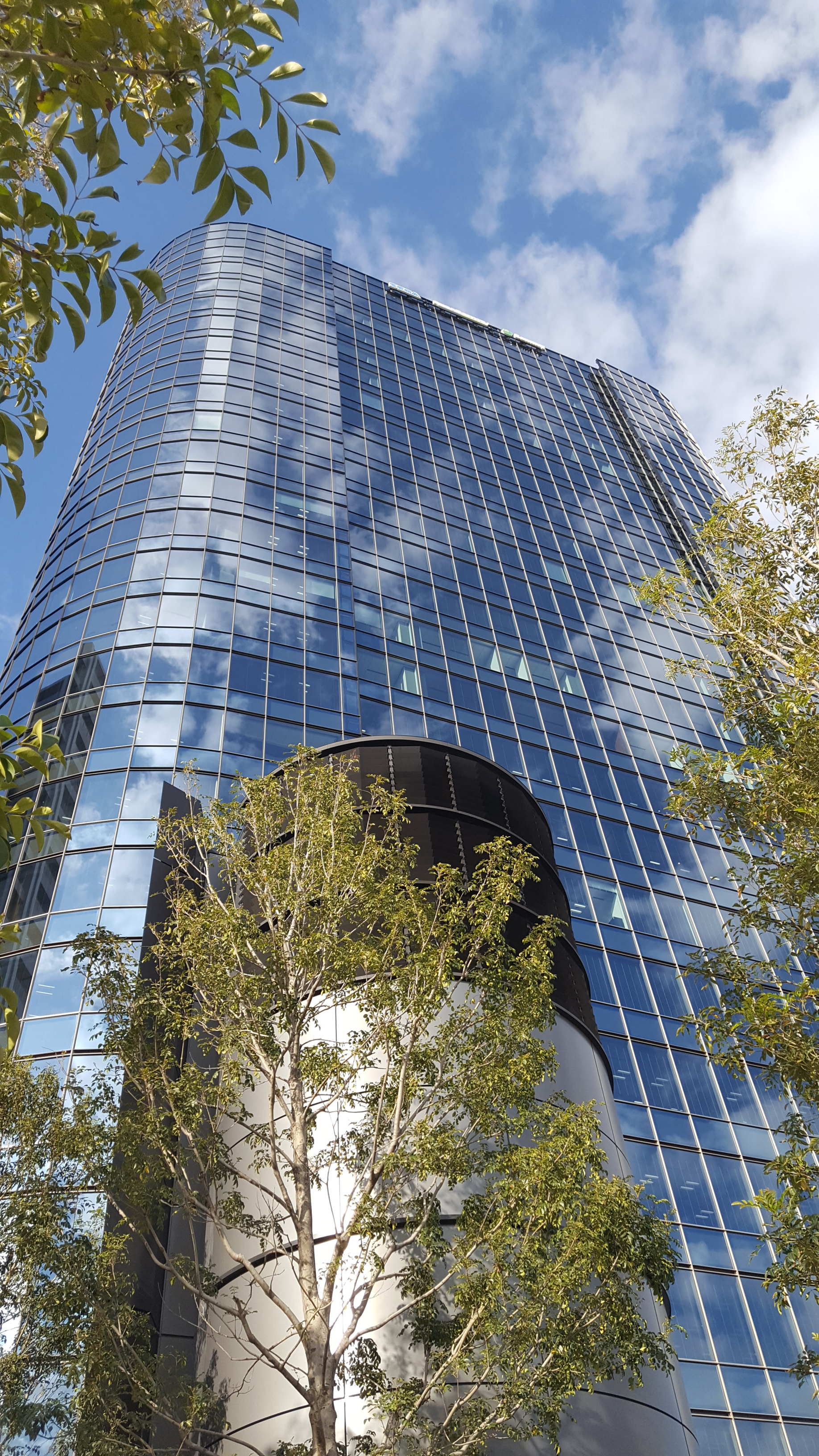
里見治紀が社長をするセガサミーホールディングス

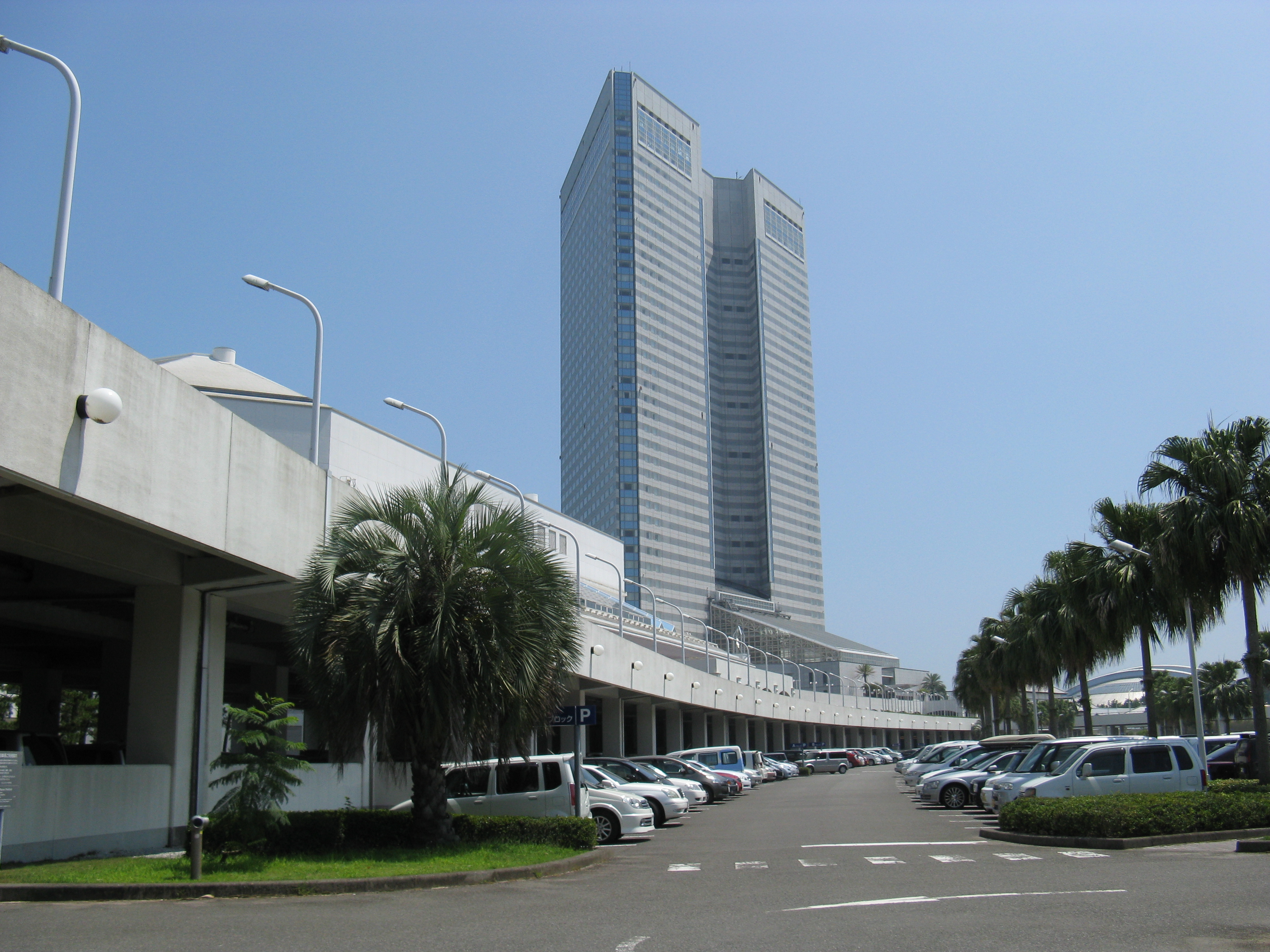
里見治紀が取締役会長をするフェニックスリゾート

里見 治紀（さとみ はるき、1979年1月11日 - ）は、日本の実業家、馬主、プロデューサー。『セガサミーホールディングス』創業者里見治の長男で、同社代表取締役社長グループCEO、『セガ』代表取締役会長CEO、『サミー』代表取締役社長CEO、『フェニックスリゾート』取締役会長を務める。東京都出身。カリフォルニア大学バークレー校ハース・ビジネススクール修士課程修了、MBA（経営学修士）。

## 経歴
東京都出身。セガサミーホールディングス創業者里見治の長男。自由民主党衆議院議員の鈴木隼人は義弟。板橋区立板橋第八小学校、千代田区立麹町中学校、テネシー明治学院高等部を経て、明治学院大学国際学部卒業。
大学卒業後、国際証券（現三菱UFJモルガン・スタンレー証券）に入社。証券会社を選んだのは、幼い頃から自分で商売を始めたいという夢を抱いており、起業の種を探すには証券会社が良いだろうと考えたためであった。もし大学卒業後にサミーに入れば自分は創業者・里見治の息子であって里見治紀とは誰も見てくれないと考え、また父からサミーに入れと言われたことがなかったこともあり、サミーには入社しなかった。
2004年（平成16年）サミー入社。これは、サミーとセガの統合に向けて自分が働いていた証券会社がアドバイザーになり、初めてサミーを客観的に見ることができたことや、サミーが東証一部に上場し必ずしも自分が社長になる必要はなくなったのが理由だった。国内外のグループで経験を積む中で、新しいビジネスを作ることを決意。スマートフォン用ゲーム開発の社内ベンチャーを立ち上げる。ところが開発したゲームが売れなかった。そこで出向していたスタッフ全員に転籍を要請。スタッフ一丸となって取り組みヒット作が誕生した。
2012年（平成24年）カリフォルニア大学バークレー校ハース・ビジネススクール修士課程修了、MBA（経営学修士）。当時、米国デジタル配信ビジネスをゼロから立ち上げつつ、週末・夜間にＵＣバークレーに通い英語もできるようになり、セガサミーの看板がなくても家族を養えるという自信もついてきた。アイデンティティの壁を乗り越えることができた、意識が変わることにつながった。
2012年（平成24年）サミーネットワークス代表取締役社長CEO、セガネットワークス代表取締役社長CEO、セガサミーホールディングス取締役、セガ取締役。2014年（平成26年）セガ代表取締役副社長、サミー取締役、サンリオ取締役。2015年（平成27年）セガホールディングス代表取締役副社長、セガゲームス代表取締役社長CEO、サミー代表取締役副社長。2016年サミー代表取締役社長COO、サミーネットワークス代表取締役会長、セガサミーホールディングス常務取締役。
2017年（平成29年）セガサミーホールディングス代表取締役社長COO及びセガホールディングス代表取締役会長CEO、サミー株式会社代表取締役社長CEO、セガゲームス代表取締役会長CEOに就任。2018年（平成30年）からフェニックスリゾート取締役会長も兼務し、リゾート事業の拡大などにあたった。2020年4月セガグループ代表取締役社長CEO。2021年4月セガサミーホールディングス代表取締役社長グループCEO。東京馬主協会監事なども歴任。

## 人物
- テレビ番組で「未来に遺したい夢は？」と聞かれて、「エンターテインメントでノーベル平和賞をとる」と答えている[4]。
- 池上彰のテレビ番組で御曹司ならではのエピソードを紹介。幼少時代、お年玉は封筒が締まらないくらい厚かった、プライベートジェットで家族旅行、結婚式では長嶋茂雄、安倍晋三（当時の首相）、孫正義が出席した[4]。
- ぷよぷよ公式YouTubeチャンネルでは「ハルキさん」と呼ばれている[10]。
- 『夢遺産～リーダーの夢の先～』で尊敬する人として父親の里見治、日本電産創業者の永守重信、京セラ・第二電電（現・KDDI）創業者の稲盛和夫、ユニ・チャーム社長の高原豪久をあげている。

## 馬主活動

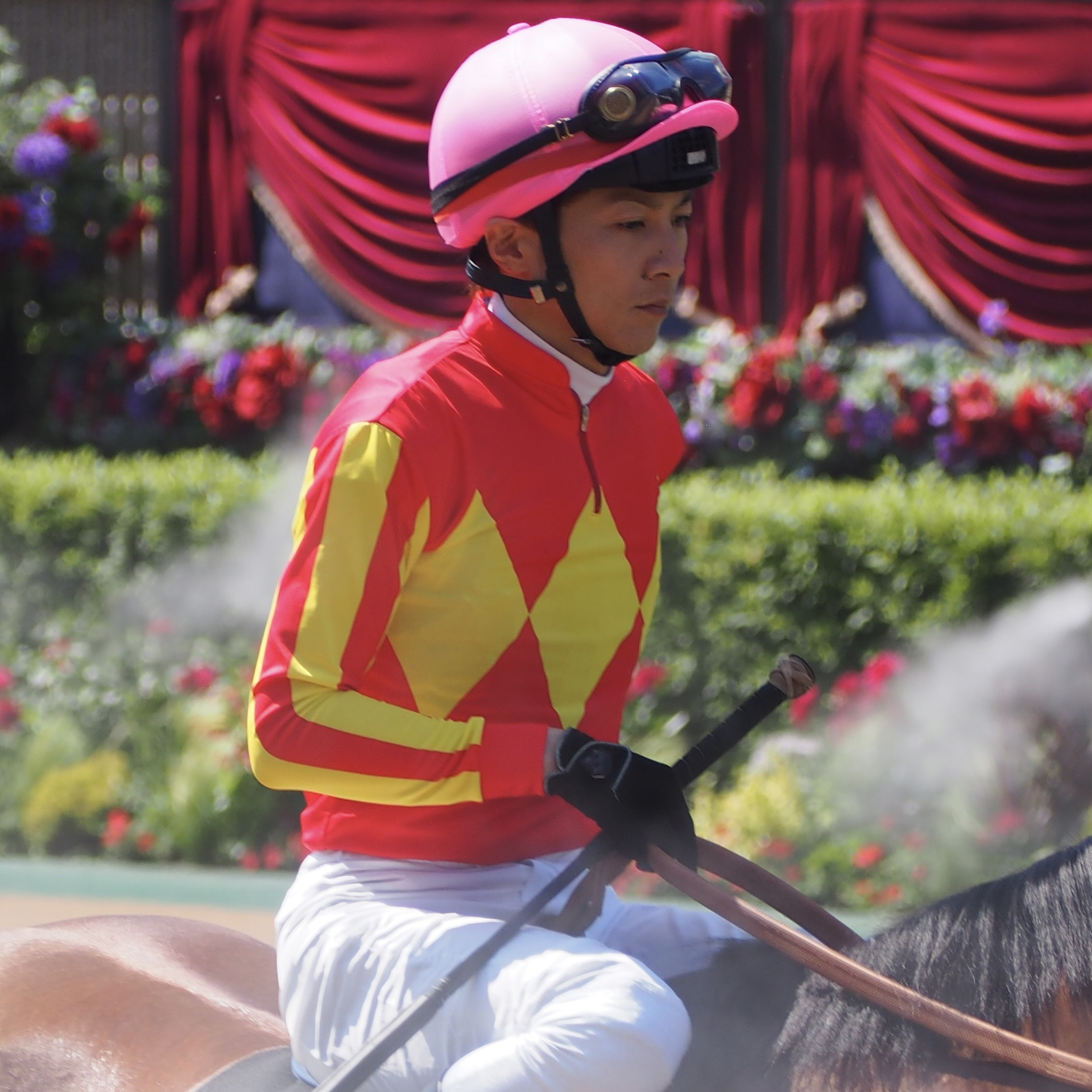
里見の勝負服を着用した石橋脩

勝負服は父の里見治が使用する勝負服と大元は同じであるが、柄が緑から赤へ変わっている。なおそれ以外は黄菱山形，袖黄縦縞と変わっていない。冠名には”キャル”を使用している。なおキャルの由来はカリフォルニアの略名。またサトノティターン（2019年マーチステークスで人馬ともに重賞初制覇）やサトノオンリーワンなど父の里見治が株式会社サトミホースカンパニー名義で所有していた数頭が里見治紀へと所有オーナーが変更されている。

## プロデュース

### 映画
- 『劇場版 七つの大罪　天空の囚われ人』（2018年公開／東映配給） - 企画
- 『ソニック・ザ・ムービー』（2020年公開／東和ピクチャーズ配給） - 製作総指揮[12]
- 『ソニック・ザ・ムービー/ソニック VS ナックルズ』（2022年公開／東和ピクチャーズ配給） - 製作総指揮[12]

### テレビアニメ
- 『ゴールデンカムイ』シリーズ - 企画
- 『蒼天の拳 REGENESIS』シリーズ - 企画
- 『ペルソナ5』 - 企画
- 『チェインクロニクル～ヘクセイタスの閃（ひかり）』 - 製作
- 『ツインエンジェルBREAK』 - 企画
- 『ちおちゃんの通学路』 - 製作
- 『アンゴルモア 元寇合戦記』 - 製作
- 『PERSONA5 the Animation』 - 企画
- 『蒼天の拳 REGENESIS』 - 企画
- 『はねバド!』 - 製作
- 『RErideD-刻越えのデリダ-』 - 製作
- 『七つの大罪　神々の逆鱗』 - 企画
- 『ファンタシースターオンライン2 エピソード・オラクル』 - エグゼクティブプロデューサー
- 『盾の勇者の成り上がり』 - 製作
- 『真夜中のオカルト公務員』　- 製作
- 『PERSONA5 the Animation「Stars and Ours」』 - 企画
- 『アフリカのサラリーマン』 - 製作
- 『旗揚!けものみち』 - 製作
- 『PERSONA5 the Animation「Proof of justice」』 - 企画
- 『ストライクウィッチーズ　ROAD to BERLIN』 - 製作
- 『痛いのは嫌なので防御力に極振りしたいと思います。』 - 製作
- 『ゴールデンカムイ 第三期』 - 企画
- 『織田シナモン信長』 - 企画
- 『新サクラ大戦 the Animation』 - 企画
- 『天晴爛漫!』 - 製作
- 『SHOW BY ROCK!! ましゅまいれっしゅ!!』 - 企画
- 『宇崎ちゃんは遊びたい!』 - 製作
- 『神之塔 -Tower of God-』 - エグゼクティブプロデューサー
- 『アクダマドライブ』 - 企画
- 『サクガン』 - 企画
- 『たとえばラストダンジョン前の村の少年が序盤の街で暮らすような物語』 - 企画
- 『蜘蛛ですが、なにか?』 - エグゼクティブプロデューサー
- 『七つの大罪　憤怒の審判』 - 企画
- 『SHOW BY ROCK!! STARS!!』 - 企画
- 『東京リベンジャーズ』 - エグゼクティブプロデューサー
- 『美少年探偵団』 - 企画
- 『究極進化したフルダイブRPGが現実よりもクソゲーだったら』 - エグゼクティブプロデューサー
- 『探偵はもう、死んでいる。』 - エグゼクティブプロデューサー
- 『失格紋の最強賢者』 - 企画
- 『異世界おじさん』 - エグゼクティブプロデューサー

### オリジナルビデオ
- 『サクラ革命 ～華咲く乙女たち～』 - 製作総指揮

## 出演

### テレビ
- 『夢遺産～リーダーの夢の先～』（テレビ東京）[4]
- 『池上彰vsニッポンの社長100人大集結！SP』（テレビ東京）[4]
- 『ワールドビジネスサテライト』（テレビ東京）[4]
- 『ビジネスStyle』（フジテレビ）[13]
- 『長嶋茂雄Invitational セガサミーカップゴルフトーナメント』（TBSテレビ）[13]

### 雑誌
- 『月刊BOSS』（経営塾） - 【特別対談】里見治紀×アニス ウッザマン[14]
- 『経済界』（経済界) - 特集 つなぐ経営 : ファミリービジネスの研究[14]
- 『月刊レジャー産業資料』（綜合ユニコム） - 【特別対談】里見治紀×庄司眞[14]
- 『週刊東洋経済』（東洋経済新報社） - トップに直撃シリーズ[14][15]

### インターネット放送
- 『GLOBIS知見録』（YouTube番組）
- 『ぷよぷよ 公式チャンネル』（YouTube番組）
- 『ReHacQ−リハック−』（YouTube番組）